# George Martin (attore 1929)
George Martin (New York, 15 agosto 1929 – New York, 1º giugno 2010) è stato un attore statunitense.

## Biografia
Martin esordisce tardivamente negli anni settanta in piccoli ruoli televisivi. Al cinema approda a metà degli anni ottanta e compare in Innamorarsi, L'attimo fuggente e poche altre pellicole. Ha recitato in seguito in alcuni episodi di Law & Order - I due volti della giustizia.

## Vita privata
È stato sposato dal 1957 al 1962 con l'attrice Katherine Helmond.

## Filmografia parziale

### Cinema
- Innamorarsi (Falling in Love), regia di Ulu Grosbard (1984)
- C.H.U.D., regia di Douglas Cheek (1984)
- L'attimo fuggente (Dead Poets Society), regia di Peter Weir (1989)
- Risvegli (Awakenings), regia di Penny Marshall (1990)
- Scelta d'amore - La storia di Hilary e Victor (Dying Young), regia di Joel Schumacher (1991)
- Dave - Presidente per un giorno (Dave), regia di Ivan Reitman (1993)
- L'uomo senza volto (The Man Without a Face), regia di Mel Gibson (1993)
- Léon, regia di Luc Besson (1994)
- Quiz Show, regia di Robert Redford (1994)
- Funny Money - Come fare i soldi senza lavorare (The Associate), regia di Donald Petrie (1996)
- Un giorno... per caso (One Fine Day), regia di Michael Hoffman (1996)

### Televisione
- Diritto alla vita (License to Kill), regia di Jud Taylor (1984)
- Hull High – serie TV, 8 episodi (1990)
- Law & Order - I due volti della giustizia (Law & Order) – serie TV, episodi 2x21-7x01-10x09 (1992-1999)
- Law & Order - Unità vittime speciali (Law & Order: Special Victims Unit) – serie TV, episodio 1x06 (1999)
- Law & Order: Criminal Intent – serie TV, episodio 1x10 (2001)

## Doppiatori italiani
Nelle versioni in italiano delle opere in cui ha recitato, George Martin è stato doppiato da:
- Renato Mori in Innamorarsi
- Sandro Pellegrini in Dave - Presidente per un giorno
- Carlo Sabatini in Funny Money - Come fare i soldi senza lavorare
- Riccardo Garrone in L'uomo senza volto
- Giancarlo Padoan in Léon
- Sergio Graziani in Un giorno... per caso
- Dario De Grassi in Law & Order - I due volti della giustizia (ep. 7x01)
- Dante Biagioni in Law & Order - Unità vittime speciali
- Franco Vaccaro in Law & Order: Criminal Intent